# Cheonan (Metro de Seúl)
Cheonan es una estación de tren  en Cheonan, en la provincia de Chungcheongnam-do en Corea del Sur. Es el terminal sur la Línea 1 del Metro de Seúl, y donde se unen las líneas de Gyeongbu y Janghang.
- Datos: Q54298
- Multimedia: Cheonan Station / Q54298